# Service civil international
Pour les articles homonymes, voir Service civil (homonymie).

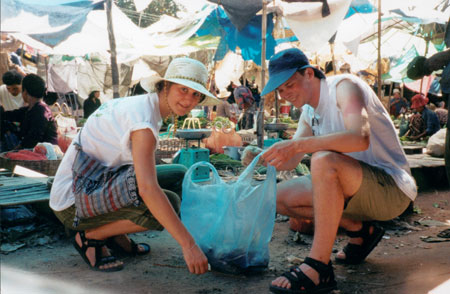
Volontaires nettoyant un marché au Cambodge.

Le Service civil international (SCI) est une organisation non gouvernementale (ONG) qui organise des projets de volontariat contribuant à la construction de la paix, fondée en 1920 principalement par l'ingénieur suisse Pierre Ceresole.
Le SCI, la plus ancienne des associations de chantiers, a pour objectif de promouvoir la paix en posant des actes, essentiellement par des chantiers de volontaires regroupant des hommes et des femmes d'origines sociales, religieuses, ethniques et d'âges différents. Elle associe la réflexion au travail manuel. Il y a 43 sections membres du SCI dans 40 pays.

## Historique

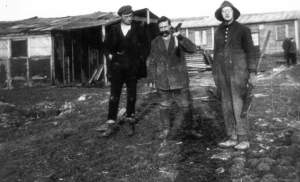
Premier chantier près de Verdun en 1920.

Peu après la Première Guerre mondiale a lieu une rencontre de pacifistes chrétiens européens en 1919 à Bilthoven aux Pays-Bas. L'idée émerge de réunir des volontaires de divers pays pour travailler à la reconstruction, on veut proposer une alternative au service militaire obligatoire. L'association est créée en 1920 sous le nom Service civil volontaire international.
Le principal fondateur est l'ingénieur suisse Pierre Ceresole, il met sur pied en 1920 un premier chantier de reconstruction à Esnes près de Verdun en France avec quelques autres pacifistes, dont le quaker anglais Hubert Parris (un des initiateurs de Bilthoven). Ce camp réunit des volontaires anglais, belges, français et allemands afin de contribuer à la réconciliation des peuples qui venaient de s'affronter.
Cette première expérience n’est pas simple mais l’esprit de ce premier chantier se répand rapidement. Les volontaires de ce chantier souhaitent convaincre d’autres personnes qu’œuvrer pour la paix dans un tel cadre peut constituer une véritable alternative au service militaire. Le nombre de volontaires augmente rapidement et ils gagnent également le soutien des populations locales et de certains gouvernements.

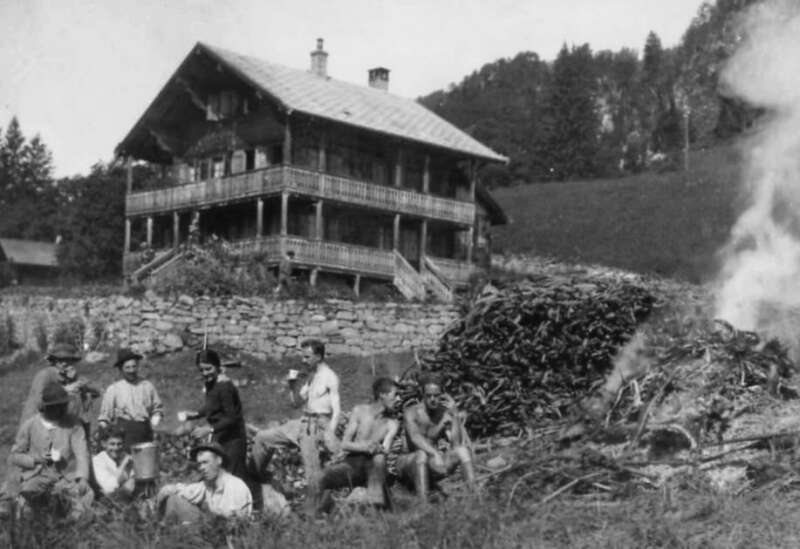
Les Ormonts en 1924.

Dans les années 1920, le SCI organise de grands projets de volontariat, apportant secours et assistance dans des zones touchées par des inondations ou des avalanches. Lors de la Guerre civile espagnole, de nombreux volontaires du SCI participent à l’évacuation et à l’accueil des réfugiés espagnols.
C'est sur le chantier des Ormonts en Suisse en 1924 que l'un des premiers volontaires, John Baudraz (objecteur de conscience en 1915), chante ce qui deviendra le symbole, le signe de ralliement du Service civil jusque dans les années 1960 : « L'Amitié ». 
| « L'Amitié » |
| Toi qui fais de nos misères Disparaître la moitié Viens nous faire vivre en frères, Charme pur de l'Amitié. (...) |

La structure des premières années était très informelle, les décisions d'engagement se prenant entre Pierre Ceresole, son frère Ernest Ceresole ou encore Paul Schenker. A Berne en 1934, une assemblée générale nomma un comité et engagea Rodolfo Olgiati comme premier secrétaire rétribué. Dès l'année suivante a paru un bulletin, Le Service Civil, en allemand et en français. En Angleterre fut fondée The International Voluntary Service for Peace (IVSP) aussi en 1934. La branche française est créée en 1936. Le réseau qui se crée alors est appelé Service civil international. D'autres membres actifs créent des groupes SCI dans leur propre pays et à la veille de la Seconde Guerre mondiale, le SCI est présent en Angleterre, Autriche, Allemagne, Belgique, France, Pays-Bas, Norvège, Suède, Suisse et Tchécoslovaquie.
Après la guerre sont développés les échanges de volontaires entre l’Europe et l’Asie ainsi qu’entre l’Europe de l’ouest et l’Europe de l’est et l’Afrique du nord. Dans les années 1960, la façon d’organiser les chantiers change. Outre le travail lui-même, les aspects pédagogiques et l’échange international occupent désormais une place importante dans les chantiers. Le mouvement devient également plus engagé politiquement. Dans les années 1980, la paix redevient la préoccupation majeure du SCI et la coopération Est-Ouest s’intensifie sous la Guerre froide. Des projets concernant les jeunes, les chômeurs et les questions Nord-Sud sont également très importants dès cette époque et ont débouché sur la création de nombreux groupes de travail internationaux.
Avec le temps, le travail du SCI s’est élargi et s’est tourné vers de nouvelles questions : le conflit dans les Balkans, l’écologie, l’aide aux réfugiés etc. Avec la chute du Rideau de fer, de nouveaux partenariats se créent. Parallèlement, les échanges Nord-Sud rencontrent un vif intérêt. Au milieu des années 1990, le SCI se réorganise. Puis il définit un programme stratégique pour les années 2004-2009. Les discussions autour de la démocratie et de l’efficacité au sein de la structure, de la portée du travail pour la paix et du rôle du SCI animent sans cesse le mouvement, en constante évolution.

## Structure

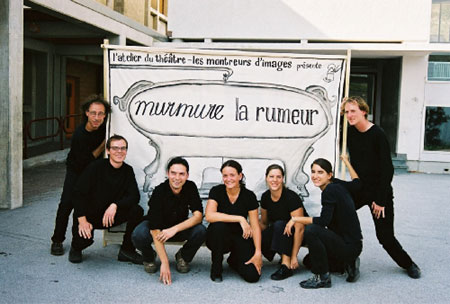
Théâtre de rue sur le thème du racisme.

En 2007, le SCI compte 43 branches dans le monde entier (mais principalement en Europe et en Asie) et des organisations partenaires dans les pays où n’existe pas encore de branche SCI. Sa structure actuelle est la suivante.
Les branches
Le SCI a des branches et des organisations partenaires en Europe, Asie, Afrique, Amérique du Nord et Amérique du Sud ainsi qu’en Australie. Elles sont généralement constituées de groupes de travail nationaux, de groupes locaux et d’un comité national. 
Les groupes de travail internationaux
Ils sont composés de branches du SCI, de groupes, d’organisations partenaires et d’individus intéressés par les questions abordées. Ils s’intéressent à un thème ou à une région du monde précis. Ils sont validés chaque année par l’International Committee Meeting lors duquel sont votés leurs budgets et plans d’action. Les groupes de travail jouent un rôle important car ils réunissent des personnes soucieuses d’organiser et de développer leurs actions de manière plus ciblée. Ils sont les spécialistes d’un domaine et assument plusieurs tâches allant des relations avec de nouveaux partenaires potentiels, à l’organisation de séminaires en passant par la supervision des activités des branches ou encore la représentation du SCI dans une région donnée ou un champ d’activité. 
| - Groupe de travail régionaux - Abya Yala - Latin America working group - AWG - Africa Working Group - Midi - Mediterrenean Working Group - Sava - South Eastern Europe Working Group - AIWG - Asia International Working Group |  | - Groupes de travail thématiques - RWG - Refugee Working Group - EDWG - Environment and Development Working Group - YUWG - Youth and Unemployment Working Group - LTEG - Long-Term Exchange Working Group |

International Committee Meeting (ICM)
La réunion internationale des comités se tient chaque année alternativement en Europe et en Asie. Chaque branche a une voix mais les délégués des groupes SCI et des groupes de travail ont également le droit d’assister à cette rencontre. L’ICM est la principale instance de décision du SCI et le lieu où est définie la politique générale du mouvement.
International Executive Committee (IEC)
Le comité exécutif international est l’organe de coordination du SCI et le lieu où sont prises les décisions entre deux ICM.
Secrétariat international
Le secrétariat international se trouve à Anvers (Belgique). Sa composition varie en fonction des besoins et des ressources de l’organisation. Il comprend au moins un coordinateur international qui est d’office un membre de l’IEC et coordonne le travail des autres membres du personnel.

## Buts et moyens

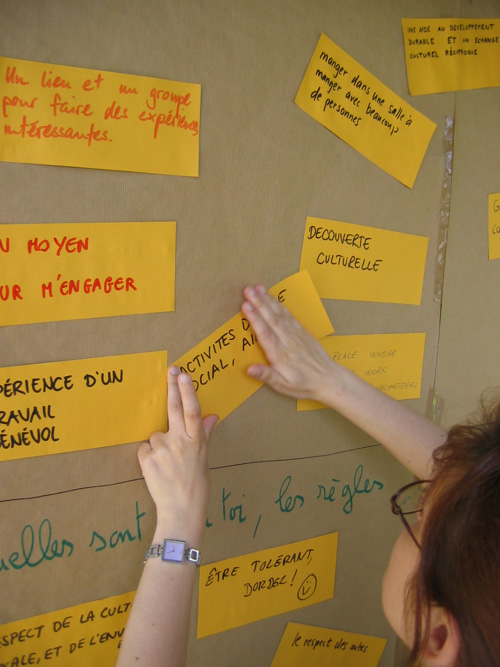
Foire aux idées durant une formation.

Depuis ses débuts, le Service civil international s'engage pacifiquement pour le droit des minorités, le développement durable et l'échange international. Il s'est donné pour objectif d'œuvrer à la construction de la paix et au rapprochement des peuples. Le SCI est un réseau international qui organise des projets dans le monde entier pour des volontaires de tous âges, de toutes religions et de toutes origines.
Le chantier est l'outil privilégié du SCI comme lieu d'apprentissage de la tolérance et du respect d'autrui. Il permet à chacun de découvrir les valeurs d'autrui et sa culture dans un esprit de convivialité et d'ouverture. Le SCI propose également de participer à des séminaires internationaux, d'effectuer du volontariat à long terme, de s'investir dans le fonctionnement de l'association elle-même, d'animer des chantiers, ou encore d'accueillir des volontaires étrangers.
Partir avec le SCI c'est rencontrer des femmes et des hommes qui ont envie de partager leur culture, leurs espoirs, leur avenir et leur vie, tout simplement ; c'est aussi voyager dans des contrées lointaines ou proches pour découvrir d'autres modes de vie.
Le SCI envisage le voyage comme un échange, comme une source de connaissance réciproque, mais aussi et surtout, comme un vecteur de connaissance, de tolérance, de respect mutuel et non comme une simple activité touristique et mercantile.
Extraits de la constitution internationale du SCI
« Le but du SCI est de promouvoir la paix, la compréhension et la solidarité internationales, la justice sociale, le soutien au développement, et le respect de l'environnement.
Le SCI croit que tous les hommes sont capables de vivre ensemble en se respectant mutuellement sans recourir à la violence pour résoudre les conflits.
Afin d'atteindre ces buts, le SCI :
- agit de façon non-violente pour changer les individus et la société
- vient en aide aux victimes de violence, d'injustices sociale, économique ou politique, aux victimes de la famine, de maladies ou de la destruction de leur environnement,
- participe à des actions internationales non-violentes appropriées en cas de situations de tension, de guerre et d'injustice,
- appuie toutes les actions qui encouragent la solidarité internationale, la justice, la compréhension mutuelle, la participation de chacun à tous les niveaux de décision, et le respect de l'individu comme le statue la Déclaration universelle des droits de l'homme
- promeut et organise des actions de service volontaire en coopération avec les communautés locales ainsi qu'avec d'autres associations locales, nationales ou internationales, comme moyens d'encourager plus de confiance entre les personnes d'origines sociales, culturelles, politiques ou religieuse différentes tout en travaillant, en apprenant et en vivant ensemble,
- fonde son travail sur le soutien aux initiatives par lesquelles les personnes s'organisent en vue de résoudre leurs problèmes,
- s'engage à ce qu'aucun travail ne soit entrepris qui fasse concurrence à la main d'œuvre payée ou qui brise une grève,
- considère son travail comme une alternative au service militaire et contribue partout à son abolition en fondant un service volontaire international non-violent. »

## Activités
Domaines
En 2006, sur le plan mondial, un quart des chantiers ont eu lieu dans le domaine de l'écologie. Les principaux autres domaines étant le travail avec des enfants, des personnes âgées ou des handicapés, dans le secteur des arts et de la culture, ou encore en soutien aux réfugiés et minorités.
Participants
Chaque année environ 5000 jeunes effectuent un travail bénévole sur l'un des chantiers organisés par le SCI. Les volontaires sont pour deux tiers des femmes. Les deux-tiers ont entre 18 et 25 ans, les autres ont pour la plupart moins de 35 ans, seulement 3 % ont plus de 35 ans.
Engagements
Tout au long de l'année et particulièrement entre mai et octobre, un programme international propose près de 1000 chantiers, durant entre une et quatre semaines (engagements à « court terme »). Ces projets sont consultables sur une base de données en ligne. Les engagements à « long terme », le plus souvent des projets communautaires ou de soutien aux bureaux des branches nationales du SCI, durent de un mois à un an.

## Affiliations
Le SCI a un statut consultatif auprès du Conseil de l'Europe et de l'UNESCO, le SCI est membre des organisations suivantes :
- (en) CCIVS – Coordinating Committee of International Voluntary Service Organisations –
- (en) YFJ – Youth Forum Jeunesse –
- AVSO – Association des organisations de service volontaire / Association of voluntary Service Organisations –
- UNITED for Intercultural Action –

## Distinctions
En 1987 le SCI a reçu des Nations Unies le titre de « Messager de la Paix », un geste de reconnaissance pour ses efforts pour la défense de la paix dans le monde.